# Francesco Tami
 (juin 2010).
Si vous disposez d'ouvrages ou d'articles de référence ou si vous connaissez des sites web de qualité traitant du thème abordé ici, merci de compléter l'article en donnant les références utiles à sa vérifiabilité et en les liant à la section « Notes et références ».
Francesco Tami (Checo Tam) (1963 - ) est un écrivain italien.

## Biographie
Francesco Tami vit aujourd'hui à Pavia di Udine, en Italie.
DJ pour la radio Onde Furlane (Les Ondes du Friûl ), il écrit des articles musicaux pour des revues et des fanzines.
En 2000, il gagne le prix littéraire San Simon,  dans la catégorie nouvelle, avec La Maree Nere e altri Contis (La Marée Noire et d’autres Contes). Cette même année, il remporte également le concours pour scénario du CEC (Centre Expressions Cinématographiques) avec Viatores (Les Voyageurs).
La revue La Comugne le consacre en 2002 en révélant quelques-uns de ses contes et son deuxième scénario Ecstasy. Suivra le très originale livre audio Sense (Ascension) : une parodie des œuvres de science-fiction des années 50.
Checo est aussi le chanteur de la nouvelle formation des Soglia del dolore (Seuil de la Douleur, groupe punk) depuis 2004.
En 2008, il remporte le Prix Friûl avec son projet Francis and The Phantoms (François et Les Fantômes, groupe dark wave).
Sa dernière production littéraire est le livre Scûr di Lune (Lune Obscure) publié par Kappa Vu.